# Alocasia jiewhoei
Alocasia jiewhoei är en kallaväxtart som beskrevs av Van Dzu Nguyen. Alocasia jiewhoei ingår i släktet Alocasia och familjen kallaväxter. Inga underarter finns listade.